# 주간고속도로 제57호선
주간고속도로 제57호선(영어: Interstate 57, I-57)은 미국 중부 미주리주 사이크스턴에서 중부 일리노이주 시카고까지 이어지는 총 연장 621.40km의 고속도로이다. 57호선은 시카고에서 55호선을 통해 대도시인 세인트루이스를 지나 멤피스나 뉴올리언스로 행하는 것보다 시간과 거리가 훨씬 단축된다. 특히 세인트루이스 근교와 시내에서의 정체는 극심해 이를 피할 수도 있다. 55호선은 57호선과의 북쪽 교차점과 남쪽 교차점간의 거리가 702km인 반면 57호선은 632km이다. 또한 57호선의 지선은 존재하지 않아 현재 미국의 두자리수 주간고속도로 중 지선이 없는 고속도로로 가장 길다.